# Basinkomst i Australien och Nya Zeeland

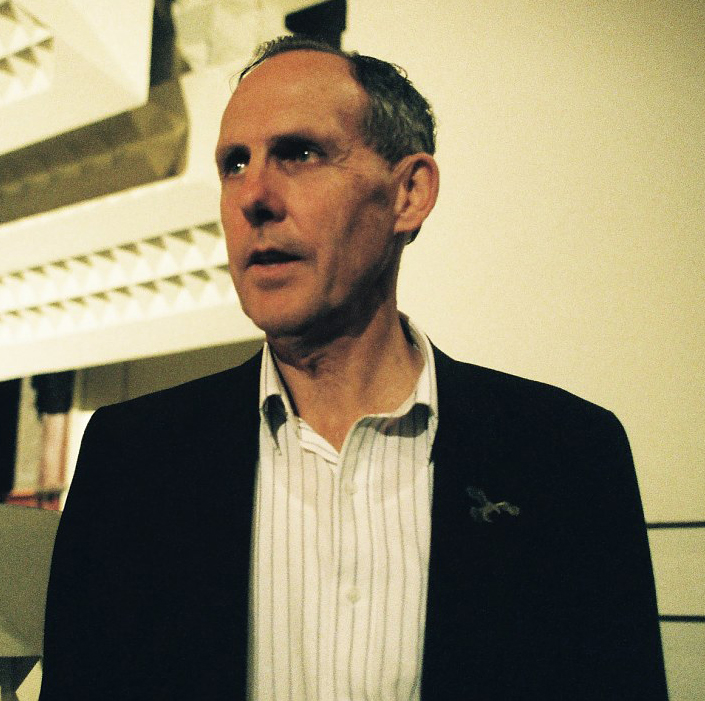
Bob Brown, före detta partiledare för Australian Greens (foto från 2007).

Basinkomst har både en längre och en kortare historia i Australien och Nya Zeeland. Det kortare perspektivet är, liksom i Europa, från 1970-talet och framåt. Det längre perspektivet inkluderar större delen av 1900-talet, bland annat eftersom den brittiska debatten från 1930-talet och framåt i tämligen hög grad också spreds till Australien och Nya Zeeland. Under 2000-talet har intresset för idén växt, bland annat mot bakgrund av den höga arbetslösheten. Det nationella gröna partiet, Australian Greens, har varit intresserade åtminstone sedan 1996 då Bob Brown, partiets dåvarande ledare, föreslog basinkomst för alla Australier. Under 2010-talet har även det Demokratiska Liberala Partiet (the Democratic Liberal Party) och Australiens Piratparti kommit ut som förespråkare. Basic Income Guarantee Australia (BIGA) är en tankesmedja med syftet att stödja basinkomst och som även är officiell medlemsorganisation i Basic Income Earth Network.

## Bakgrund
Australien är en välfärdsstat som erbjuder ekonomiskt skydd vid arbetslöshet, sjukdom, pension o.s.v. Klyftorna mellan fattiga och rika, både vad beträffar inkomst och välstånd, har dock ökat sedan 1980-talet. Basinkomst är ett av förslagen för att komma till rätta med detta problem.

## Historik
1972 lät Australiens dåvarande premiärminister Gough Whitlam tillsätta en fattigdomsutredning för att utreda alla aspekter av fattigdom i Australien. Uppdraget som ledare för utredningen gick till professor Ronald Henderson. Rapporten mynnade ut i ett förslag om garanterad grundinkomst, en variant av ovillkorlig basinkomst eller medborgarlön. 

## Debatt

### Förespråkare

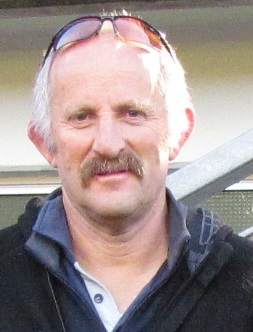
Gareth Morgan, ekonom och partiledare för Opportunities Party, som förespråkar basinkomst för Nya Zeeland.

Australiska akademiker som förespråkar basinkomst och/eller negativ inkomstskatt är bland andra John Tomlinson, John Wiseman och Allan MacDonald. Bland övriga förespråkare kan nämnas Godfrey Moase från fackföreningen National Union of Workers i Melbourne. Moase menar att Australien, som ett av världens rikaste länder, gott och väl har råd med en sådan reform. Han tror att basinkomst skulle främja kreativitet, innovation och företagsamhet. Han menar också att det är troligt att lönerna på jobb som upplevs som hårda och tråkiga skulle gå upp, alternativt att dessa jobb automatiseras bort, och därmed öka produktiviteten totalt sett.
Ekonomerna Gareth Morgan och Susan Guthrie har föreslagit en variant som kombinerar basinkomst och platt skatt och där de flesta bidrag utom KiwiSaver och bidrag till barnfamiljer avskaffas.

### Motståndare/kritiker
Jim Chalmers, parlamentsledamot för Socialdemokraterna, har kritiserat idén att ersätta det existerande trygghetssystemet i Australien med basinkomst. Enligt Chalmers vore det ett steg bakåt för arbetarklassen och dessutom en reform som riskerar att öka klyftorna. Tillsammans med Mike Quigley, före detta chef vid NBN Co, har han skrivit boken Jobs: The Fair Go in the New Machine Age. Chalmers och Quigley menar i boken att såväl skolor som arbetsmarknad och trygghetssystem visserligen behöver reformeras under kommande år, inte minst på grund av automatiseringen. Men att basinkomst inte är lösningen på denna utmaning.